# 濱田圭
濱田圭（はまだ けい、1984年8月12日 - ）は、日本の音楽家。神奈川県座間市出身。血液型はO型。baroqueのギタリスト、メイン作曲家として2001年の結成から2年後に日本武道館公演を実現した。

## 略歴
蜉蝣のローディーを務めたのち、2001年よりkannivalismのギタリストとして活動を開始。その後、kannivalism活動休止後のバンドbaroqueでもギターを務め、2005年末より改めてkannivalismで活動を再開。2008年、kannivalismがボーカル怜の体調不良を理由に活動を休止。その後同年9月より圭名義でソロ活動を開始。11月に所属事務所avexのレーベル会社cutting edgeよりデビュー・シングル「the primary.」をリリース。
2009年9月30日にミニアルバム「for a fleeting moment.」発売以降ソロ活動はストップ。baroqueで作品を出すごとに音楽クリエイターとして各方面から注目を集めるようになった。
1stソロフルアルバム「silk tree.」（2009年3月4日）から10年ぶりとなる2ndフルアルバム「4 deus.」は、収録曲全て新曲で、作曲・編曲・演奏・録音・ミキシング・マスタリングまで圭が担当して作り上げた器楽曲作品である。

## ディスコグラフィー

### シングル
1. the primary.（2008年11月19日） オリコンチャート初登場49位
2. vesperbell.（2009年1月14日） オリコンチャート初登場41位
3. MIRACLE（2023年3月1日）

### アルバム
1. silk tree.（2009年3月4日） オリコンチャート初登場88位
2. for a fleeting moment.（2009年9月30日）
3. 4 deus.（2019年6月15日）

## ライブ

### 圭名義
- 10th Anniversary live「beautiful emotional picture.」（2019年3月30日）
- SOLO LIVE beautiful emotional picture 2.0「神と理想郷」（2020年9月10日） 振替公演 有観客公演+配信
- Live & Talk 「HOLY MOON CLUB」（2020年12月25日） 有観客公演2部制+2部のみ配信
- SOLO LIVE「THE LIBERTY -輪廻の新月-」（2021年4月12日）

### ️ルシファー・ザ・ダークネス名義
- 罪✝本店 銀座降臨 12th ADVENT -CLUB THE SIN GINZA- （2020年12月25日）

## 主なゲスト出演イベント
- Over The Edge ‘08（2008年12月31日）
- Over The Edge ‘09（2009年12月31日）
- Over The Edge ‘13（2013年12月31日）
- Toshl SUMMER LIVE ロート製薬PRESENTS Vロート50th ANNIVERSARY CRYSTAL ROCK NIGHT SUMMER LIVE IN DAIBA 未来をEYEしてるゼ（2014年8月25日）
- 春の稲妻Toshlロック祭り（2016年4月29日～2016年4月30日）
- - SWEET DREAMS -10 year anniversary-（2017年7月28日）
- MIDNIGHT PARTY ZOO 2017 ～Stars Born in November～（2017年11月24日）
- AKi LIVE 2018 「Birthday Bash!」（2018年2月2日-3日・オールナイトイベント）
- DURAN Live Party "LAST HERO"（2018年3月10日）
- 大桃子サンライズ生誕2019「青空に吹かす夜、晴れ渡る日」第壱部「皆既日食」〜宇宙の愛を、見つめる夜〜（2019年6月8日）
- Trigger In The Box（2019年12月28日）
- Adam et Eve-Adam-（2020年2月7日）
- KENZO BIRTHDAY LIVE2020（2020年12月12日）
- DURAN LIVE 2021（2021年3月28日）

## 提供曲
- 大桃子サンライズ(ちゃんもも◎／バンドじゃないもん！　ソロ楽曲) 「青空に吹かす夜、晴れ渡る日」 ※作曲、編曲

## 参加作品
- 大佑と黒の隠者達 アルバム『漆黒の光』収録「ピアス」
- The LEGENDARY SIX NINE(RUKA／NIGHTMARE　ソロプロジェクト) ミニアルバム『BELIAL』収録「six nine」
- ジュンペロ(準々／DOG in Theパラレルワールドオーケストラ　ソロプロジェクト) アルバム 『13/700000000』収録「脳は意地悪」
- BVCCI HAYNES(KENZO／彩冷える　ソロプロジェクト) NEW ALBUM『Hiraeth』収録「SANDSCAPE / Desert planet(feat.圭)」(2020年11月1日より配信[1])
- Ambient before the Trigger (Live at Trigger In The Box 2019)
  - ライブイベント「MUCC Presents Trigger In The Box」開場時間中のパフォーマンス「Ken -Ambient before the Trigger -」において、L'Arc～en～CielのKenとともに演奏したアンビエント楽曲である。2020年11月28日よりダウンロード・定額配信サービスにて提供されている。